# Liste des entraîneurs du Clube de Regatas do Flamengo
Cet article présente la liste des entraîneurs successifs du Clube de Regatas do Flamengo, de la création de la section de football en 1912 jusqu'à 2012. De 1912 à 1921, l'équipe est entraînée par une équipe de dirigeants, et non pas par un seul entraîneur.

## Entraîneurs
| Dates     | Entraîneur                                |
| --------- | ----------------------------------------- |
| 1921      | Ramon Platero                             |
| 1921–1922 | José Almeida Netto                        |
| 1924      | Joaquim Guimarães                         |
| 1924–1925 | José Fernandes Seabra                     |
| 1925      | Juan Carlos Bertoni                       |
| 1926–1928 | Joaquim Guimarães & Juan Carlos Bertoni   |
| 1929      | Joaquim Guimarães & Raphael Candiota      |
| 1930–1931 | Charles Willians                          |
| 1931–1932 | Joaquim Guimarães                         |
| 1932      | Milton Nabuco Caldas                      |
| 1933      | Augusto Gonçalves                         |
| 1933      | Alessandro Baldassini & Eugenio Matarazzo |
| 1933–1934 | Luís Gama & Milton Nabuco Caldas          |
| 1934–1937 | Flávio Costa                              |
| 1937–1938 | Izidor Kürschner                          |
| 1938      | Hilton Gonçalves dos Santos               |
| 1938–1945 | Flávio Costa                              |
| 1946      | Flávio Costa                              |
| 1947      | Ernesto Santos                            |
| 1947      | Jaime de Almeida                          |
| 1948      | Juca da Praia                             |
| 1948–1949 | Togo Renan Soares                         |
| 1949–1950 | Gentil Cardoso                            |
| 1950      | Jaime de Almeida                          |
| 1950      | Cândido de Oliveira                       |
| 1950–1951 | Jaime de Almeida                          |
| 1951–1952 | Flávio Costa                              |
| 1953      | Jaime de Almeida                          |
| 1953–1957 | Manuel Fleitas Solich                     |
| 1958      | Jaime de Almeida                          |
| 1958–1959 | Manuel Fleitas Solich                     |
| 1959      | Jaime de Almeida                          |
| 1959–1960 | Modesto Bria (en)                         |
| 1960–1962 | Manuel Fleitas Solich                     |
| 1962–1965 | Flávio Costa                              |
| 1965–1967 | Armando Federico Renganeschi (pt)         |
| 1967      | Modesto Bria (en)                         |
| 1967–1968 | Aymoré Moreira                            |
| 1968      | Walter Miraglia Alves                     |
| 1969      | Elba de Pádua Lima « Tim »                |
| 1969      | Joubert Meira                             |
| 1970–1971 | Dorival Knippel « Yustrich » (en)         |
| 1971      | Manuel Fleitas Solich                     |
| 1972      | Mário Zagallo                             |
| 1972      | Joubert Meira                             |
| 1972–1973 | Mário Zagallo                             |
| 1973      | Joubert Meira                             |
| 1973      | Mário Zagallo                             |

| Dates     | Entraîneur                |
| --------- | ------------------------- |
| 1973–1974 | Joubert Meira             |
| 1974–1975 | Carlos Froner (pt)        |
| 1976–1977 | Cláudio Coutinho          |
| 1977–1978 | Jaime Valente             |
| 1978      | Joubert Meira             |
| 1978–1980 | Cláudio Coutinho          |
| 1981      | Modesto Bria (en)         |
| 1981      | Dino Sani                 |
| 1981      | Paulo César Carpeggiani   |
| 1983      | Carlinhos (pt)            |
| 1983      | Carlos Alberto Torres     |
| 1983–1984 | Cláudio Galbo Garcia      |
| 1984–1985 | Mário Zagallo             |
| 1985      | Joubert Meira             |
| 1985      | Joubert Meira             |
| 1985–1987 | Sebastião Lazaroni        |
| 1987      | Carlinhos (pt)            |
| 1987      | Antônio Lopes             |
| 1987–1988 | Carlinhos (pt)            |
| 1988      | José Cândido Sotto Maior  |
| 1988–1989 | Telê Santana              |
| 1989–1990 | Valdir Espinosa (en)      |
| 1990      | Jair Pereira              |
| 1991      | Vanderlei Luxemburgo      |
| 1991–1993 | Carlinhos (pt)            |
| 1993      | Jair Pereira              |
| 1993      | Evaristo de Macedo        |
| 1993–1994 | Júnior                    |
| 1994      | Carlinhos (pt)            |
| 1994      | Edinho                    |
| 1995      | Vanderlei Luxemburgo      |
| 1995      | Edinho                    |
| 1995      | Washington Rodrigues (pt) |
| 1996      | Joel Santana              |
| 1997      | Júnior                    |
| 1997      | Sebastião Rocha (pt)      |
| 1997–1998 | Paulo Autuori             |
| 1998      | Joel Santana              |
| 1998–1999 | Evaristo de Macedo        |
| 1999      | Carlinhos (pt)            |
| 2000      | Paulo César Carpeggiani   |
| 2000      | Carlinhos (pt)            |
| 2000–2001 | Mário Zagallo             |
| 2001–2002 | Carlos Alberto Torres     |
| 2002      | João Carlos (en)          |
| 2002      | Lula Pereira (pt)         |
| 2002–2003 | Evaristo de Macedo        |
| 2003      | Nelsinho Baptista         |

| Dates     | Entraîneur              |
| --------- | ----------------------- |
| 2003      | Oswaldo de Oliveira     |
| 2003      | Waldemar Lemos (en)     |
| 2004      | Abel Braga              |
| 2004      | Paulo César Gusmão (en) |
| 2004      | Ricardo Gomes           |
| 2005      | Júlio César Leal        |
| 2005      | Cuca                    |
| 2005      | Celso Roth (en)         |
| 2005      | Joel Santana            |
| 2006      | Valdir Espinosa         |
| 2006      | Waldemar Lemos (en)     |
| 2006      | Ney Franco              |
| 2007–2008 | Joel Santana            |
| 2008      | Caio Júnior             |
| 2009      | Cuca                    |
| 2009-2010 | Andrade                 |
| 2010      | Rogério Lourenço        |
| 2010      | Silas                   |
| 2010-2012 | Vanderlei Luxemburgo    |
| 2012      | Joel Santana            |
| 2012-2013 | Dorival Júnior          |
| 2013      | Mano Menezes            |
| 2013–2014 | Jayme de Almeida        |
| 2014      | Ney Franco              |
| 2014-2015 | Vanderlei Luxemburgo    |
| 2015      | Cristóvão Borges        |
| 2016      | Oswaldo de Oliveira     |
| 2016      | Muricy Ramalho          |
| 2016-2017 | Zé Ricardo              |
| 2017      | Reinaldo Rueda          |
| 2018      | Paulo César Carpeggiani |
| 2018      | Maurício Barbieri       |
| 2018      | Dorival Júnior          |
| 2019      | Abel Braga              |
| 2019-     | Jorge Jesus             |